# Piermatteo d'Amelia

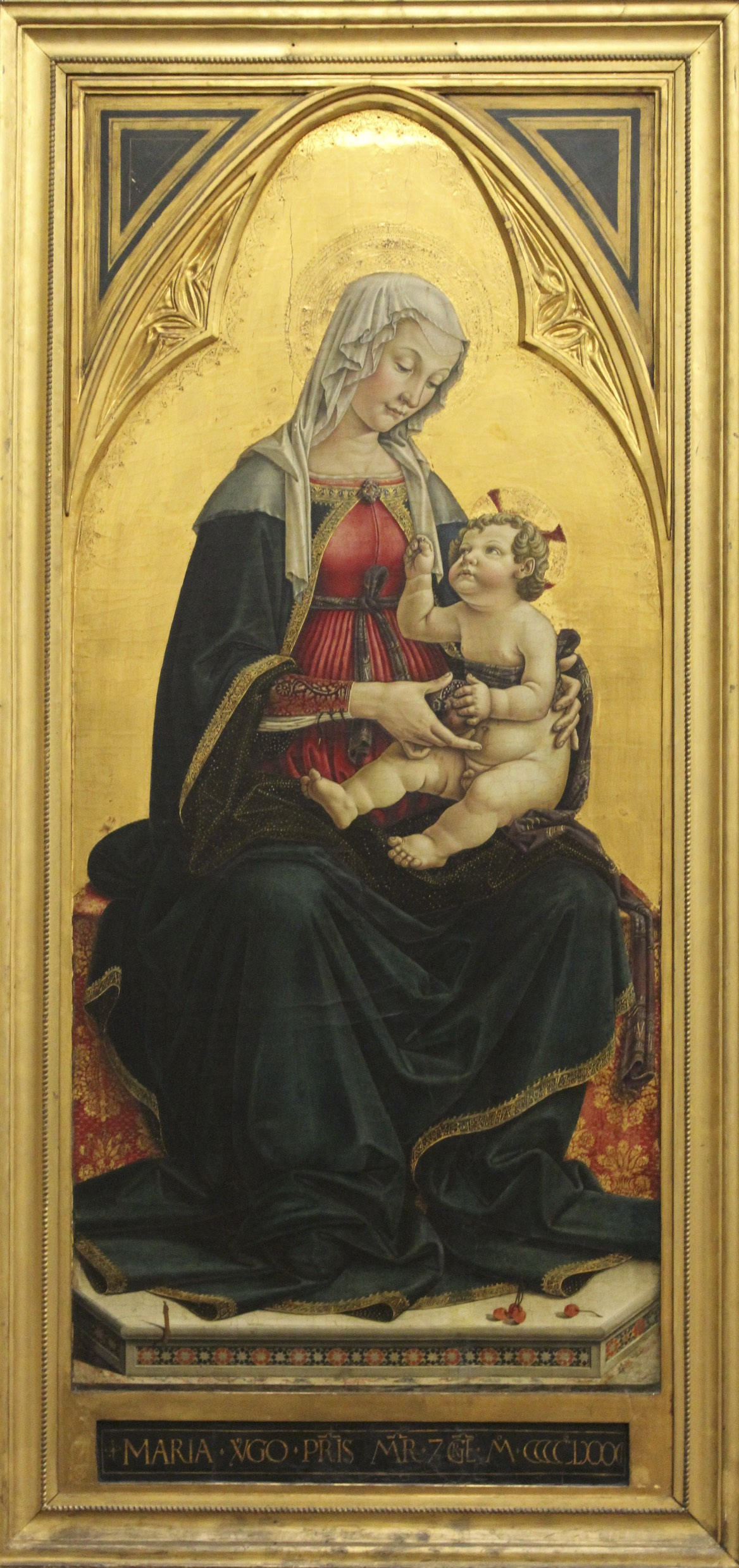
La Virgen y el Niño, Gemäldegalerie de Berlín, 1481, (de Orvieto).

Piermatteo de Manfredi, llamado Piermatteo d'Amelia, o Amelia (Amelia; 1445-1448 – sobre 1508), fue un pintor italiano, a menudo confundido con el casi homónimo Piermatteo Lauro.

## Biografía

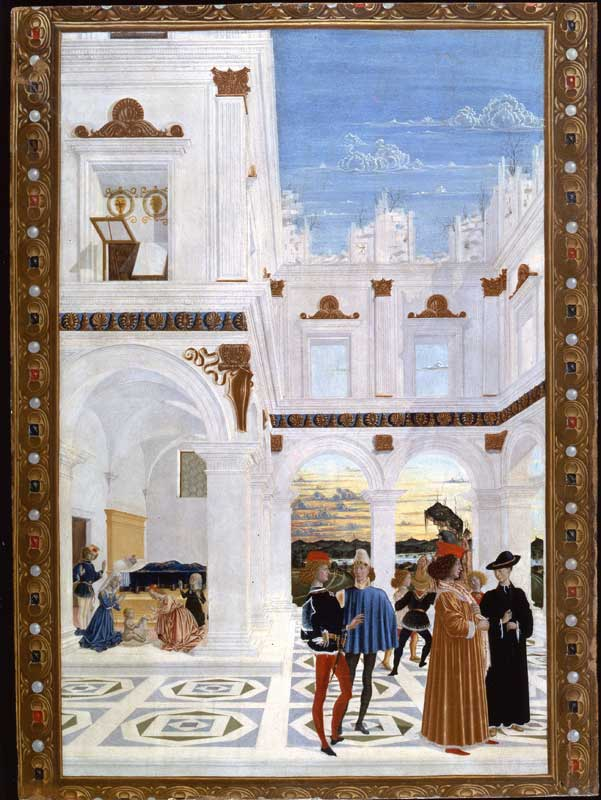
Taller de 1473 (panel atribuido a Piermatteo d'Amelia), el Milagro de un Niño nacido muerto, Perugia, Umbría, Galería Nacional.

El artista es mencionado por primera vez como aprendiz de Filippo Lippi, cuando, entre 1467 y 1469, participó activamente en la decoración del ábside de la Catedral de Spoleto (Historias de la Virgen).
Entre 1479 y 1480 estuvo en Roma, probablemente gracias a sus relaciones con la poderosa familia de los Geraldini, una familia que podía alojar a Sixto IV en Amelia, en uno de sus palacios.
En Roma se le encargó pintar la bóveda de la Capilla Sixtina, para decorarla con un cielo estrellado. Este fresco sería luego cubierto por Miguel Ángel con sus frescos de la bóveda de la Sixtina. Esta primera decoración de la bóveda de Sixtina está documentada por un dibujo atribuido a Piermatteo conservado en la Galería Uffizi.
Entre 1480 y 1482 trabajó en Orvieto como decorador de estatuas y de muebles sagrados y exposiciones de relojes. Se remonta a este período el Retablo para la iglesia de Sant'Agostino, hoy desmembrado y dividido entre varias colecciones, incluida la Gemäldegalerie de Berlín. Al regresar a Roma, fue llamado a Orvieto en 1482, donde el Consejo de la Ópera del Duomo le confió la decoración de la capilla de San Brizio, que más tarde se le confió a Luca Signorelli. Al año siguiente está fechado el fresco realizado en Narni, que representa a la Virgen con el Niño y las santas Lucía y Apolonia.
Desde 1485 estuvo en Roma, donde trabajó para los papas Inocencio VIII y Alejandro VI.
En 1497 fue nombrado conservador de la ciudad de Fano, mientras que en 1503 fue superintendente de las fábricas papales de Civita Castellana.
En sus últimas obras Federico Zeri reconoció un acercamiento a las formas artísticas de Antoniazzo Romano.

## Personalidad artística y obras

Piermatteo d'Amelia, Anunciación, Museo Isabella Stewart Gardner, Boston.

Gracias a los estudios realizados en los años veinte por Umberto Gnoli, Roberto Longhi y Bernard Berenson, en el siglo XX fue posible identificar la personalidad de un pintor cuyas obras fueron recogidas bajo el nombre convencional de "Maestro de la Anunciación Gardner". La Anunciación se realizó para el convento de las SS. Annunziata de Amelia, luego se trasladó a la Porciúncula, y fue vendida en 1880 a Isabella Stewart Gardner, y ahora se conserva en el museo homónimo de Boston.
La recuperación de la obra maestra del anonimato, en 1953, y la identificación con Piermatteo de Amelia tienen que ver con la intuición del crítico de arte Federico Zeri, quien colocó la personalidad artística de Piermatteo como la de uno de los grandes pintores del 1400. Zeri atribuye a la etapa juvenil de Piermatteo dos tablas de las Historias de la serie de San Bernardino (Galería Nacional de Umbría, Perugia). La identificación hecha por Zeri tenía una confirmación documentada en 1985, con el descubrimiento del contrato notarial para la ejecución del Retablo de Terni de los franciscanos, gracias al rastreo de la archivera Elizabeth David, encargado a Piermatteo da Amelia el 29 de septiembre de 1483.
Además de Amelia, Terni y Perugia, sus excepcionales obras se conservan en prestigiosos museos del mundo como los de Berlín, Boston, Filadelfia y Altemburgo.
La tabla de San Antonio Abad es la única obra conservada en su ciudad natal, Amelia, en el Museo y Galería de Arte, que alberga en sus colecciones también una Sagrada conversación atribuida a su taller. Al pintor y su taller también se atribuyen numerosos frescos, incluyendo un importante ciclo de Toscolano en Avigliano Umbro (TR), en Porchiano del Monte (Amelia), en la iglesia de San Simeón, en la catedral de Orvieto, en Narni y en numerosos centros de la Alta Lazio (como la iglesia de San Rocco en Castiglione in Teverina).
A Piermatteo d'Amelia le fue dedicada una exposición inaugurada el 12 de diciembre de 2009 en Terni y en Amelia (Piermatteo d'Amelia y el Renacimiento en el sur de Umbría), con un itinerario por los lugares de Piermatteo en su ciudad natal.